# Chaudeney-sur-Moselle
Chaudeney-sur-Moselle település Franciaországban, Meurthe-et-Moselle megyében. Lakosainak száma 730 fő (2022. január 1.). Chaudeney-sur-Moselle Bicqueley, Dommartin-lès-Toul, Pierre-la-Treiche, Toul és Villey-le-Sec községekkel határos.

## Népesség
A település népességének változása:
| Lakosok száma | 419  | 530  | 623  | 676  | 700  | 709  | 709  | 729  | 726  | 730  |
|               | 1968 | 1982 | 1990 | 2006 | 2013 | 2015 | 2017 | 2019 | 2020 | 2022 |